# استيطان صهيوني
في فلسطين، أنشأ القوميون اليهود حوالي 19 مستوطنة قبل انعقاد المؤتمر الصهيوني الأول في بازل العام 1897، وسميت "موشافاه" وأشهر هذه المستوطنات: بتاح تكفا، ريشون لتسيون، روش بينا، زخرون يعقوب، يسود همعلا، نبي زيونا، غديرا، رحوفوت وغيرها. وبعد أن أقامت الحركة الصهيونية  مكتب أرض إسرائيل (بالعبرية: המשרד הארץ-ישראלי) لشراء الأراضي للاستيلاء عليها في فلسطين العام 1908 بدأت عملية توسيع رقعة الاستيطان القروي، فأُقيمت دغانيا ثم كنيرت وغيرها. ان مجموع ما أُقيم من الاستيطان القروي حتى انتهاء الانتداب البريطاني وقيام إسرائيل العام 1948 وصل إلى 290 مستوطنة قروية منتشرة في أنحاء فلسطين المختلفة.

## حركة الإستيطان بعد إعلان قيام دولة إسرائيل
شهدت حركة الاستيطان القروي في إسرائيل ازدياداً كبيراً نتيجة لهجرة اليهود إلى إسرائيل في اعقاب قيامها. وخلال خمس سنوات من 1949 وحتى 1953 أُنشئت 300 قرية استيطانية جديدة. وشهدت إسرائيل موجة أُخرى من ازدياد الاستيطان القروي بعد حرب 1967 وحتى العام 1979 أُقيمت خلالها 79 مستوطنة قروية جديدة، وأخذت السياسة الإسرائيلية توجه عنايتها نحو إقامة استيطان قروي وصناعي معاً على الأراضي الفلسطينية المحتلة في قطاع غزة والضفة الغربية.
منذ نهاية الثمانينيات من القرن الماضي شهد الاستيطان القروي/الزراعي تحديدا تقلصا تمثل في انخفاض في عدد السكان في المستوطنات القروية على مختلف أشكالها، مثل الكيبوتس والموشاف والموشاف التعاوني، مقابل انتقال عدد كبير إلى الإنتاج الصناعي الذي يعتمد على قاعدة الربح أكثر من مجرد تقديم الخدمات المدعومة. وتصاعد الاستيطان الاقتصادي بغرض السكن والتواجد الحضري.

## الحركات الاستيطانية

### المؤسِّسة
- أحباء صهيون
- بيلو (حركة)
- جمعية الاستعمار اليهودية الفلسطينية
- التنفيذية الصهيونية لفلسطين (الوكالة اليهودية لاحقا)
- جمعية الاستعمار اليهودي (لم تكن جزء من الحراك الصهيوني آنذاك)

## حالية
- الاتحاد الزراعي
- منظمة أمانا
- درور-إسرائيل
- همكراز هخلآي
- هأوفيد هتسويني
- هبوعيل همزراحي
- هيتأخدوت هلكاريم
- حركة الكيبوتسات
- ميشكي حيروت بيتار
- حركة الموشافات
- بوعالي أغودات يسرائيل
- حركة الكيبوتسات الدينية
- غوش ايمونيم، (1974)

### السابقة
- هكيوبتس هموخاد
- اتحاد الكفوتسات والكيبوتسات
- كيبوتس آرتسي
- حركة الكيبوتس الموحدة

## طالع ايضا
- القرى الفلسطينية المندثرة قبل عام 1948
- قرى فلسطين المهجرة
- موشافا
- موشاف
- كيبوتس